# Mitriostigma monocaule
Espèce
Mitriostigma monocaule Sonké & Dessein est une des cinq espèces végétales du genre Mitriostigma originaires d'Afrique. Cette plante ligneuse a une hauteur moyenne de 30 cm. Ses fruits sont de couleur orange et ses fleurs de couleur bordeaux ont une corolle blanche ayant des taches bordeaux.